# 점박이끈적버섯
점박이끈적버섯(학명: Cortinarius bolaris)은 독성이 매우 강한 독버섯이다. 생김새는 갓은 붉고 줄기는 붉은 비늘이 있는 버섯이다.
1. ↑  출처:https://www.naturing.net/o/964664%7C